# Suzuki Advanced Cooling System

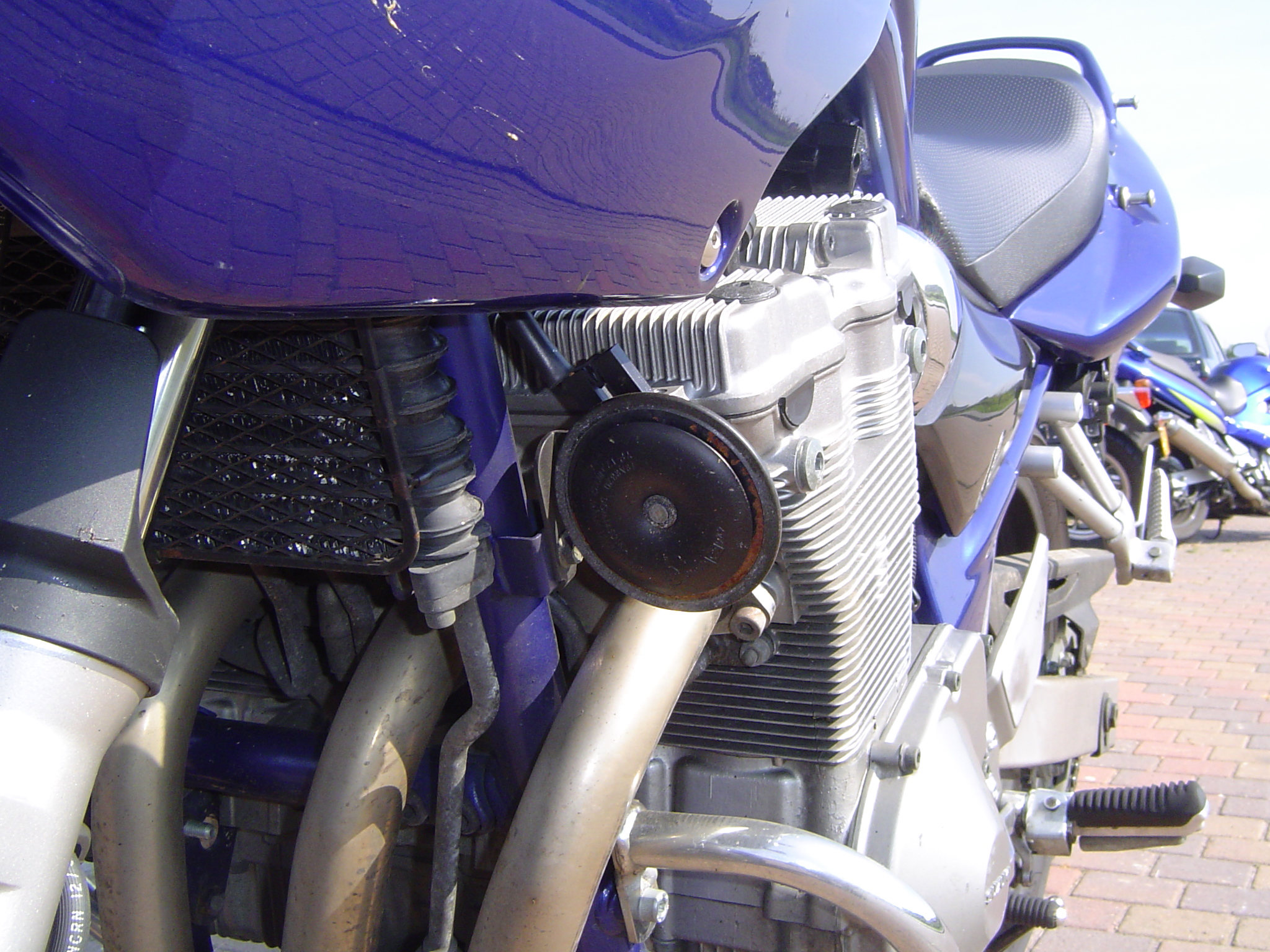
SACS: Kleine koelribben en grote oliekoeler

SACS staat voor: Suzuki Advanced Cooling System.
Dit is een koelsysteem met lucht/oliekoeling - naar het voorbeeld van het P-51 Mustang jachtvliegtuig - voor de snelle Suzuki's vanaf de GSX-R 750 die geïntroduceerd werd in 1984. Motorfietsen met dit systeem zijn herkenbaar aan een vrij grote oliekoeler en kleine, dicht op elkaar geplaatste koelribben.
Na de komisch verlopen presentatie van de DR 750 S (DR Big) in 1987 werd het ook wel Suzuki Advanced Comedy System genoemd. Overigens kwam oliekoeling al bij de oude merken Windhoff en Bradshaw voor.